# Окаёмово (Тверская область)
Окаёмово — деревня в Кимрском районе Тверской области. Входит в состав Ильинского сельского поселения.

## География
Находится в юго-восточной части Тверской области на расстоянии приблизительно 14 км на север-северо-запад по прямой от районного центра города Кимры в левобережной части района.

## История
Известна была с С 1780-х годов как сельцо в 5 дворов, владение четырех помещиков. В 1806 году здесь уже было 2 двора. В 1859 году здесь (деревня Корчевского уезда Тверской губернии) было учтено 17 дворов, в 1887 — 19. Ныне имеет дачный характер.

## Население
Численность населения: 16 человек (1780-е годы), 16 (1806), 67 (1859 год), 79 (1887), 4 (русские 100 %) 2002 году, 0 в 2010.